# 35mm-film

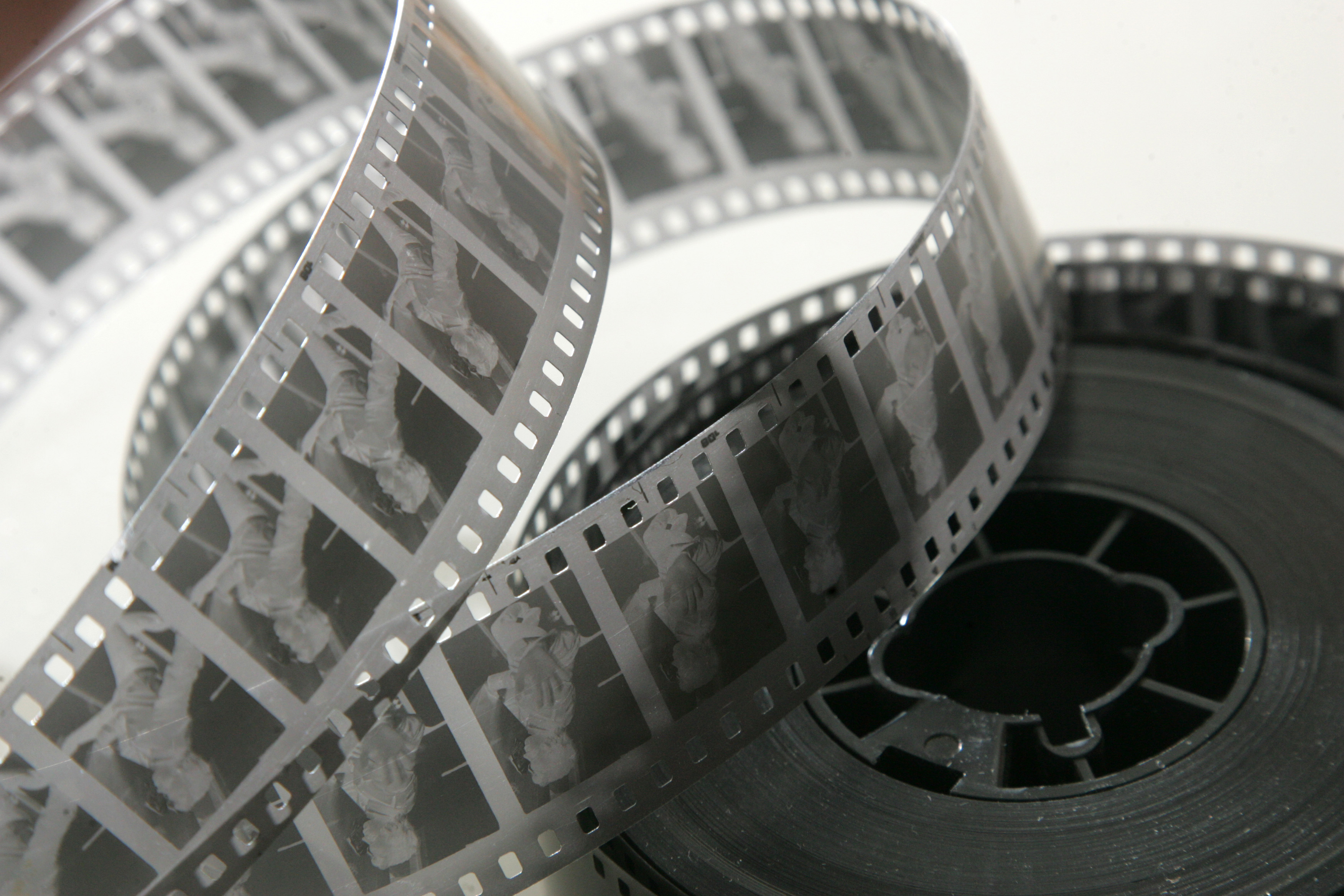
Een 35mm-film

35mm-film of 35 mm is een standaardfilmformaat waarmee vanaf de pionierstijd van de film tot heden de meeste commerciële speelfilms zijn gefilmd. 35mm-film is dezelfde soort film als de film die voor kleinbeeldfotocamera's wordt gebruikt.

## Geschiedenis
In de begindagen van film en fotografie waren er nog geen gestandaardiseerde afmetingen voor negatieven. De filmpioniers de gebroeders Lumière werkten met een film die ongeveer de afmeting had van de huidige 35mm-film. Het was echter de Amerikaan George Eastman, de oprichter van Eastman Kodak, die het filmformaat heeft gestandaardiseerd. Later is het 35mm-negatief gebruikt om in fotocamera's te gebruiken, de professioneel gebruikte 35mm-film heeft dus dezelfde afmeting en dezelfde perforaties als de kleinbeeldnegatieven.

## Werking
In het begin van de film bestonden er enkel negatieven die lichtintensiteit (luminantie) konden registreren. De film bestond uit een laag gelatine en een laag fotogevoelig materiaal (een zout met zilver erin). De film was doorzichtig en er kon dus doorheen worden gekeken, waarop sommige oude camera's zijn gebaseerd voor het kadreren. Later kwamen er camera's van Technicolor die met twee films werkten en op die manier kleurenfilms konden maken. Uiteindelijk zijn er de kleurenfilms gekomen, die op drie lagen fotogevoelig materiaal zijn gebaseerd: een voor rood, een voor groen en een voor blauw. Tegenwoordig is er een zwarte laag achter het fotogevoelig materiaal, om weerkaatsing van licht van achter te voorkomen.